# 후지와라노 히데히라

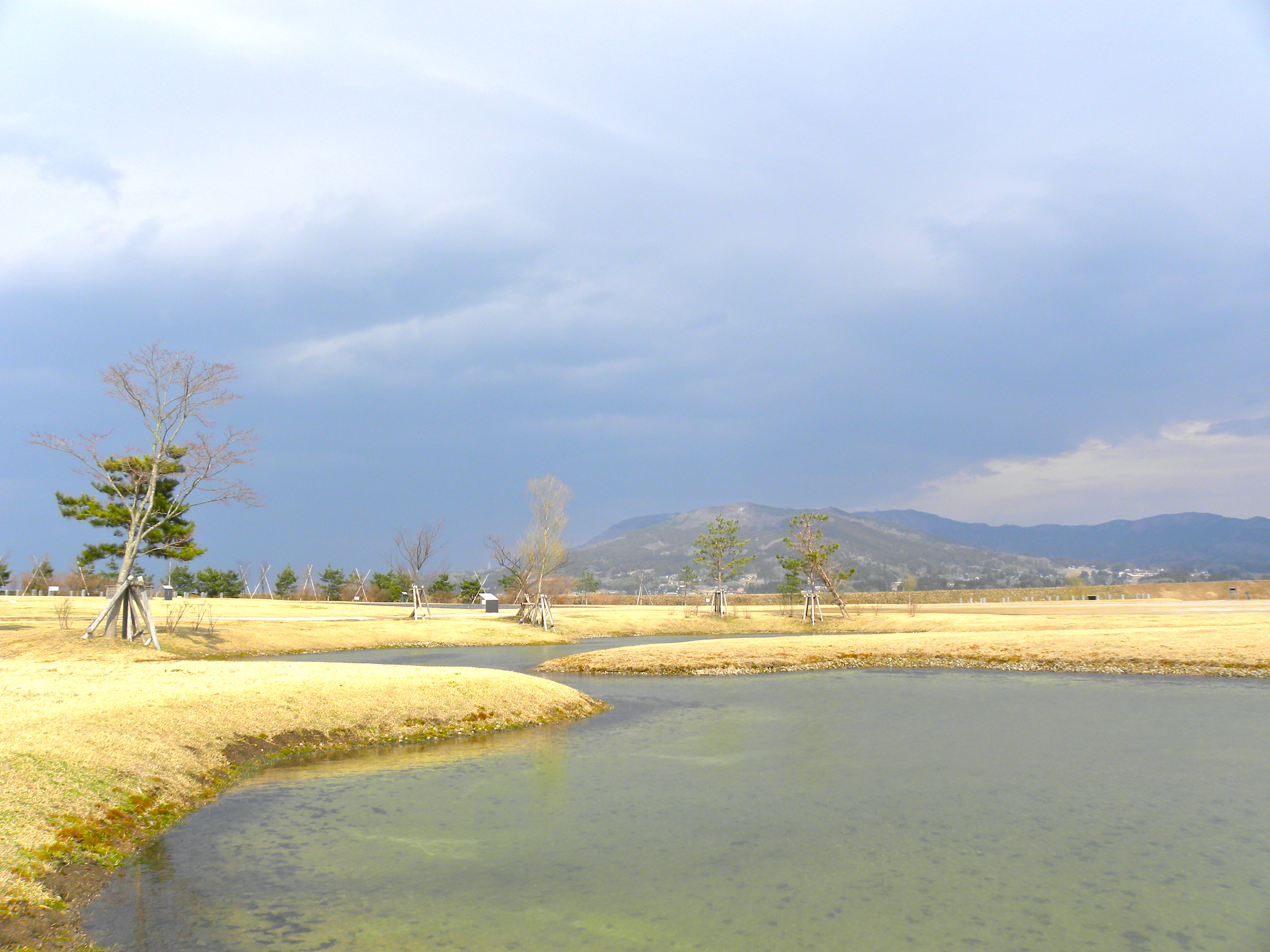
히라이즈미노타테(平泉館) 유적. 히데히라가 진슈후쇼군(鎭守府將軍) ・ 무쓰노카미(陸奧守)로 임명되면서 오슈 후지와라 씨 3대에 걸치는 거처였던 이곳을 재정비하여 정청(政廳)으로 사용하였다. 야나기노고쇼(柳之御所)라고도 불린다.

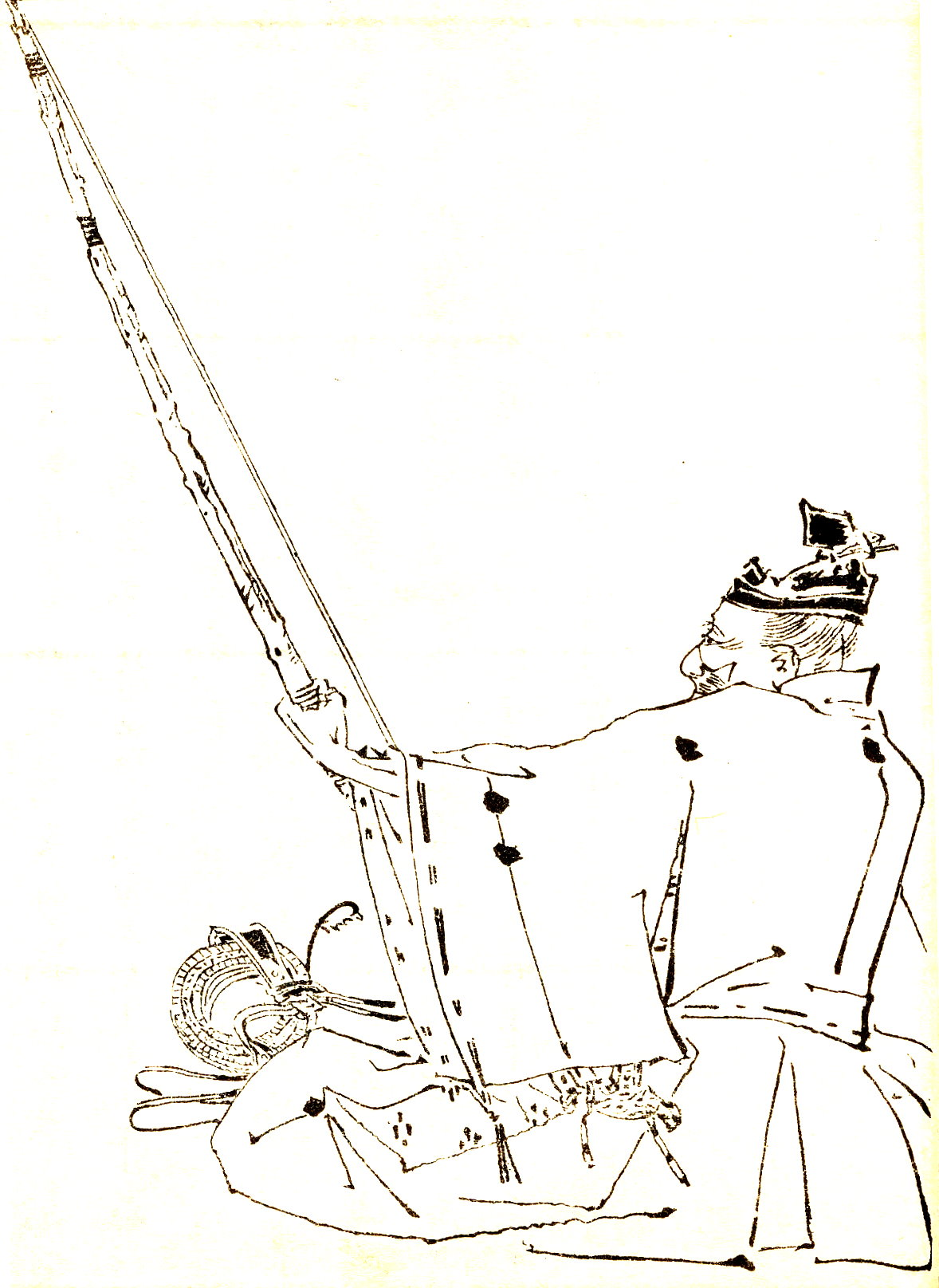
후지와라노 히데히라(『전현고실前賢故實』 중에서)

후지와라노 히데히라(일본어: 藤原秀衡)는 일본 헤이안 시대(平安時代) 말기의 무장으로 오슈 후지와라 씨(奧州藤原氏) 제3대 당주이다. 진수부장군(鎭守府將軍) 무쓰노카미(陸奧守)를 지냈다. 후지와라노 모토히라(藤原基衡)의 적남(嫡男)이다.

## 생애

### 북방의 왕자(王者)
호겐(保元) 2년(1157년)에 아버지 모토히라의 죽음으로 가독(家督)을 상속받아 3대 당주가 된다. 오쿠 6군(奧六郡)의 지배자로서 데와국(出羽國) ・ 무쓰국(陸奥国) 두 구니(國)에 걸치는 군사 ・ 경찰권을 맡은 오레이시(押領使)로서 여러 군(郡)의 군지(郡司)층이 주체가 된 무사단(武士團)을 이끌게 되었다. 그 수는 17만 기(騎)라 일컬어지는 방대한 것이었다.
이 무렵 교토에서는 호겐의 난(保元の亂) ・ 헤이지의 난(平治の亂)이라는 동란을 거치며 겐지(源氏)를 꺾고 조정을 장악한 헤이케(平家)가 전성기를 누리고 있었다. 히데히라는 교토와는 거리가 먼 오슈(奧州) 땅에서 독자적인 세력을 유지하고 있었다. 이 시대에 오슈 후지와라 씨가 지배하던 히라이즈미(平泉)는 당시 수도였던 헤이안쿄(平安京)의 뒤를 잇는 인구를 자랑하며 고도의 불교문화를 꽃피운 대도시로 성장해 있었다. 히데히라의 재력은 오슈의 명마와 사금에 힘입었고, 풍족한 재력을 바탕으로 중앙의 귀족이나 지샤에 대한 공납이나 기증을 빠뜨리지 않았으므로 평가도 높았다. 또한 무쓰노카미로서 낙향한 인(院)의 근신(近臣) 후지와라노 모토나리(藤原基成)의 딸과 혼인하여 중앙 정계와도 연줄을 가지고 있었다.
가오(嘉應) 2년(1170년) 5월 25일, 히데히라는 종5위하 ・ 진수부장군으로 임명된다. 당시 조정의 우대신(右大臣)이었던 구조 가네자네(九條兼實, 후지와라노 가네자네藤原兼實)는 자신의 일기 《교쿠요》(玉葉)에서 히데히라를 "오슈의 오랑캐(奧州の夷狄)"라 부르며, 그를 진수부장군으로 임명한 것에 대해 「난세의 토대(亂世の基)」라고 한탄하였다(교토의 귀족들은 오슈 후지와라 씨가 가진 헤아릴 수 없는 재력을 인지하면서 한편으로 천하의 형세를 바꿀 수도 있는 그들의 무력을 두려워하며, 도무지 생각을 알 수 없는 오랑캐 정도로 낮춰 보는 경향이 있었다).

### 지쇼-주에이의 난
안겐(安元) 무렵에 교토의 구라마 산(鞍馬山)을 도망쳐 나온 겐지의 온조시(御曹司) 미나모토노 요시쓰네(源義経)를 거두어 숨겨주고 길렀다. 지쇼(治承) 4년(1180년), 요시쓰네의 형인 미나모토노 요리토모(源賴朝)가 헤이시(平氏) 타도를 외치며 거병하자, 요시쓰네는 형에게로 가서 거병에 동참하고자 했다. 히데히라는 요시쓰네를 극구 말렸지만 끝내 요시쓰네는 몰래 오슈를 빠져나와 요리토모에게로 갔고, 히데히라는 아쉬워하면서도 휘하의 사토 쓰구노부(佐藤繼信) ・ 사토 다다노부(佐藤忠信) 형제를 보내 요시쓰네에게 붙여주어 전송하였다고 한다.
요와(養和) 원년(1181년) 8월 25일, 후지와라노 히데히라는 종5위상 ・ 무쓰노카미로 서임되었는데, 마찬가지로 에치고 국(越後國)의 호족 ・ 죠 나가시게(城長茂)도 에치고노카미로 임명되었다. 이것은 다이라노 기요모리(平淸盛) 사후 헤이케의 도료(棟梁)가 된 다이라노 무네모리(平宗盛)의 추천에 의한 것으로, 앞서 거병한 가마쿠라(鎌倉)의 요리토모나 시나노(信濃)의 미나모토노 요시나카(源義仲)를 견제하기 위한 것이었다. 당시 조정의 구교였던 구조 가네자네는 이러한 임명을 두고 "천하의 수치가 어디 이같을 수 있으랴, 슬프고도 슬프구나"(天下の恥、何事か之に如かんや。悲しむべし、悲しむべし)라고 자신의 일기에 또다시 한탄하는 말을 남겼고, 산기(參議) ・ 요시다 쓰네후사(吉田經房)도 "사람으로서 한탄스러워 차마 기록할 수도 없다"고 자신의 일기 《깃키》(吉記)에 적고 있다.
관위를 미끼로 자신들의 목적에 끌어들이려는 헤이케의 의도에 히데히라는 이용당하지 않았다. 지쇼-주에이의 난이 한창 벌어지던 때에 미나모토노 요시나카나 헤이시의 군사 동원 요청에도 별다른 움직임을 보이지 않으면서, 한편으로 헤이케에 의해 불타버린 도다이지(東大寺)의 재건과 대불의 도금을 위해 벌인 모금에서 겐랴쿠(元曆) 원년(1184년) 6월, 요리토모가 바친 것보다 다섯 배나 많은 황금 5천 냥을 기부하는 등 교토 여러 세력들과의 관계 유지에도 힘썼다. 교토와 반도(坂東)의 정세를 통찰한 이러한 히데히라의 외교 수완 덕분에 히라이즈미는 겐페이 전쟁의 소용돌이에 휘말리는 일 없이 평화를 유지할 수 있었다.

### 미나모토노 요리토모
그러나 분지(文治) 2년(1186년), 헤이케가 멸망하고 세력을 확대한 가마쿠라의 미나모토노 요리토모는 후지와라노 히데히라를 향해 "무쓰에서 교토로 바쳐 올리는 말과 금은 내가 중개하겠다"는 서신을 보내왔다. 겐지뿐 아니라 어떤 세력의 중개와 간섭도 받지 않고 교토와 직접 교섭해 온 오슈 후지와라 씨를 무시고, 히데히라를 요리토모보다 낮춰 보는 시각을 그대로 드러낸 것이었다. 하지만 히데히라는 곧장 가마쿠라와 충돌하는 것을 피하고자 가마쿠라의 요구대로 말과 금을 가마쿠라로 보냈다(《아즈마카가미》 분지 2년 4월 24일조). 요리토모의 말을 충실히 따르면서도 이미 가마쿠라와의 충돌은 피할 수 없다는 것을 히데히라는 알고 있었고, 이듬해 분지 3년(1187년) 2월 10일, 요리토모와 대립하다 쫓겨온 요시쓰네를 요리토모와의 관계가 악화될 것도 무릅쓰고 다시 한 번 받아준 것도 그러한 각오에서 나온 것이었다(4월까지 가마쿠라는 요시쓰네의 행방을 알지 못했다).
한편 요리토모는 조정을 통해 다음의 세 가지 일을 히데히라에게 물어왔다.
1. 앞서 시시가타니(鹿ケ谷) 음모사건에서 다이라노 기요모리에 의해 오슈로 유배되었던 인의 근신 나카하라 모토카네(中原基兼)를 히데히라가 무리하게 잡아두고 있는데, 속히 교토로 돌려보낼 것.
2. 무쓰에서의 사금 공납이 해마다 줄고 있는데, 이번에 도다이사 재건에 도금할 금이 많이 필요하니 3만 냥을 바칠 것.
3. 앞서의 헤이케 추토에서 오슈 후지와라 씨만 특별하게 세운 공이 없는 것.

히데히라는 이에 다음과 같이 반박해 왔다.
- 모토카네의 일은 몹시 동정하지만, 모토카네 본인이 돌아가기 싫어하는 것을 히라이즈미는 본인의 의사를 존중해서 내버려 두었을 뿐 그의 신병을 완전히 속박하여 잡아두고 있는 것이 아니다.
- 황금 공납의 건은 선례로도 그 정해진 양이 1천 냥을 넘은 적이 없고, 특히 근년에 들어 상인들이 경내에 많이 들어와 사금을 전매하여 채굴하고 있어서, 따르기 곤란하다.

인젠(院宣)에 대해서도 겁내지 않으면서 자신의 요청도 승락하지 않는 히데히라의 모습에 요리토모는 몹시 괴이하게 여겼고, 조정에 대해서 오슈 후지와라 씨에 더욱 압력을 넣어줄 것을 요청하는(《교쿠요》 분지 3년 9월 29일조) 가운데, 9월 4일 요시쓰네가 히라이즈미의 히데히라의 비호 아래 있음을 확신하게 된 요리토모에 의해 "히데히라 뉴도(入道)가 전(前) 이요노카미(伊予守, 요시쓰네)를 끼고 반역을 꾀하고 있다"는 상소까지 올려져, 무쓰 국에 인쵸하문(院廳下文)이 내려지기에 이른다. 히데히라는 다른 마음은 품고 있지 않다고 변명했지만, 때마침 요리토모가 오슈로 파견했던 조시키(雜色)까지 "반역할 뜻이 있는 것 같다"고 보고해 왔다.
이로부터 두 달 뒤, 요시쓰네가 히라이즈미로 들어간 지 9개월이 되는 10월에 히데히라는 그만 병으로 쓰러진다.

### 죽음

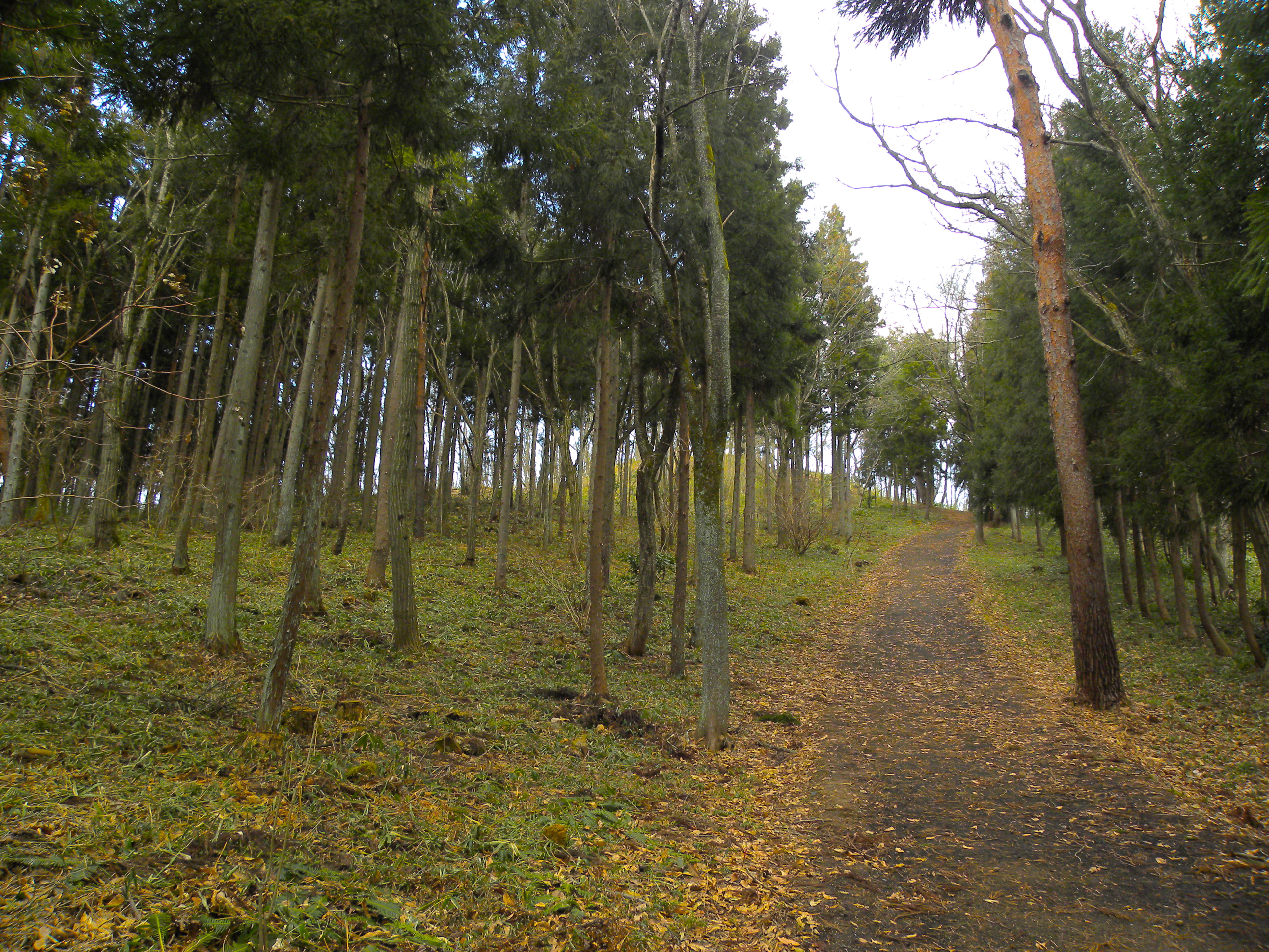
히데히라가 하루만에 쌓았다는 전설이 있는 긴케이 산(金繼山).

히데히라에게는 여섯 명의 아들이 있었다. 히데히라 사후 오슈 후지와라 씨의 가독은 측실 소생의 장남 구니히라(國衡)가 아니라 정실 소생의 차남 야스히라(泰衡)였다. 하지만 구니히라 또한 『구칸쇼』(愚管抄)에 「武者柄ゆゆしくて、戦の日も抜け出て天晴れ者やと見えけるに」라고 되어 있어서, 서자라고는 하지만 그 존재감은 컸고 오슈 후지와라 일족 가운데서는 교토 출신 구게의 딸에게서 태어난 야스히라보다도 가까운 일족의 여성에게서 태어난 장남으로 무용이 뛰어났던 구니히라에게 히데히라 자신의 기대가 높았던 것으로 여겨진다. 이와 같은 상황에서 이복 형제 사이는 험악했고, 가마쿠라에 있던 요리토모가 구니히라와 접촉하여 그를 아군으로 끌어들이고 일족을 분열시킬 위험성은 충분했다(비단 오슈 후지와라 씨뿐만 아니라, 후계자 계승 싸움에서 밀려난 자에게 신임 후계자의 적대자가 접촉하여 양자간 분열을 부추기고 일족의 약체화를 도모한다는 것은 고구려의 연개소문 사후 그의 아들들 사이에 벌어졌던 항쟁에서 볼 수 있듯이 동서고금을 막론하고 쉽게 상정 가능한 모략의 방식이기도 하다). 
후지와라노 히데히라는 이를 두려워한 것으로 보이는데, 형제간의 화호를 위해 자신의 정실인 후지와라노 모토나리의 딸을 구니히라에게 재가하게 하여 구니히라와 야스히라 사이에 의제적 부자관계를 성립시켰다. 이는 형제간에 대립 ・ 항쟁이 있을 수 있어도 부자지간에는 원칙적으로 그것이 있을 수 없으므로 대립하는 구니히라와 야스히라를 의제적 부자관계로 삼고, 그러면서 후견으로써 강력한 입장을 가진 후지와라노 모토나리의 딸을 구니히라에게 아내로 맞이하게 함으로써 후계자에서 밀려난 구니히라의 입장을 강화하고 형제간의 충돌을 피해보려고 하는 의도였다고 해석된다. 그 정도로 형제간의 사이는 험악했고, 아버지 히데히라가 죽는 순간까지 그것을 우려했음이 엿보인다(초대 기요히라도, 2대 모토히라도 그러한 '형제 다툼'을 벌였던 역사도 있었다). 또한 히데히라는 구니히라 ・ 야스히라 형제와 미나모토노 요시쓰네, 이 세 사람에게 기청문(起請文)을 쓰게 하였다. 요시쓰네를 주군으로 받들고 세 사람이 한 마음으로 결속하여 요리토모의 공격에 맞서라, 는 것이 히데히라의 유언이었다.
하지만 히데히라 사후 당주가 된 야스히라는 요시쓰네를 지지하던 동생들을 살해하고, 요리토모에 굴복해 요시쓰네를 습격해 자결로 몰아갔다. 자해한 요시쓰네의 목은 두 달 뒤에 가마쿠라에 도착했다. 
그러나 애초부터 요시쓰네뿐만 아니라 오슈 전체에 목적이 있었던 요리토모는 그 뒤 오슈 합전(奥州合戦)을 일으켜 가마쿠라의 대병력을 인솔해 오슈를 쳐서 히라이즈미를 함락시켰고, 야스히라는 북쪽으로 도망쳤다가 가신의 배신으로 살해되어, 오슈 후지와라 씨는 멸망하고 말았다.
오슈 합전에서 6년이 지난 겐큐(建久) 6년(1195년) 9월 29일, 막부로부터 히라이즈미의 사탑 수리를 위해 파견되었던 가사이 기요시게(葛西清重) 등으로부터 히데히라의 후가(後家) 즉 후지와라노 모토나리의 딸이 살아있음이 확인되었고, 요리토모는 이를 비호하라는 명을 내린다.

## 인물

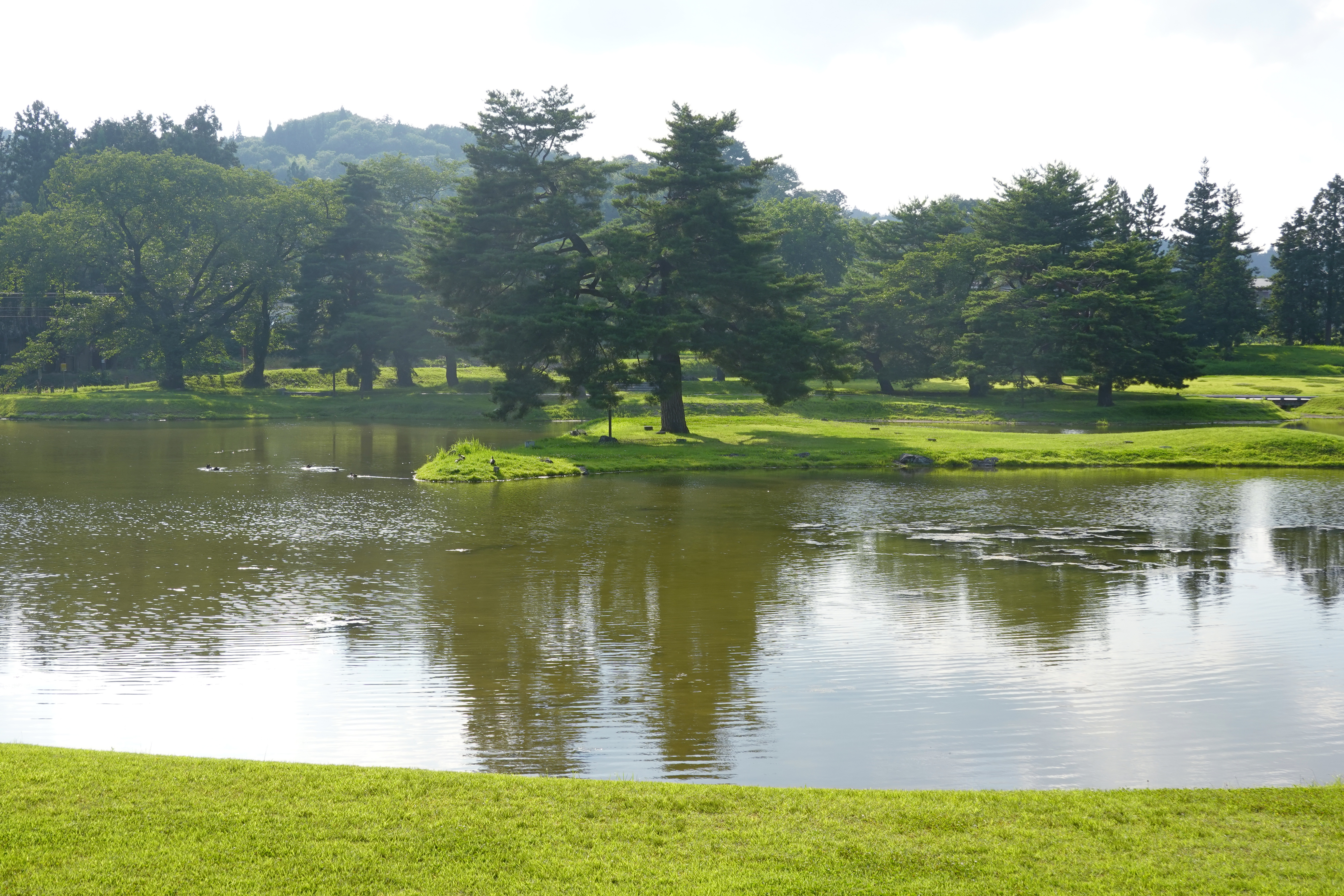
무료코인(無量光院) 터

- 냉정침착하고 호방한 인물로서, 등장하는 대부분의 작품에서 영걸한 군주로서 묘사되는 경우가 많다.
- 사금 산출이나 대륙(연해주)와의 교역 등으로 막대한 경제력을 쌓았으며, 교토의 우지(宇治) 뵤도인(平等院)의 봉황당(鳳凰堂)을 본따 무료코인(無量光院)이라는 대사원을 짓는 등 북방의 땅에 왕도(王道)가 구현되는 낙토(樂土)를 재현하고자 애썼다.
- 경제력을 바탕으로 조정이나 헤이케 정권과도 우호적인 관계를 유지하면서도 미나모토노 요시쓰네를 숨겨주어 겐지와의 연결도 구축하였고, 헤이케가 몰락한 뒤에도 요리토모와의 평화적인 관계를 구축하고자 애쓰면서 또한 요리토모에게 쫓겨온 요시쓰네를 받아주어 요리토모의 습격에 대비하는 등 뛰어난 정치적 대처를 보였다.
- 장인인 후지와라노 모토나리는 원래 인의 근신으로, 고시라카와 법황(後白河法皇)의 측근에 친척들이 다수 존재했고, 요시쓰네의 생모인 도키와 고젠(常盤御前)의 재혼 상대인 이치조 나가나리(一條長成)도 그 중 한 사람이었다.
- 그의 죽음으로부터 불과 2년 만에 오슈 후지와라 씨가 멸망하여, 오슈 후지와라 씨의 최전성기를 구축한 인물로 평가된다.

## 계보
- 아버지: 후지와라노 모토히라(藤原基衡)
- 어머니: 아베노 무네토(安倍宗任)의 딸?(이설도 있다)
- 정실: 사사키 히데요시(佐々木秀義)의 백모?(이설도 있다)
- 계실: 후지와라노 모토나리(藤原基成)의 딸
  - 차남: 후지와라노 야스히라(藤原泰衡)
- 첩?: 에미시(蝦夷) 출신의 여성
- 처: 노부오 사토 씨(信夫佐藤氏)의 여성
- 생모를 알 수 없는 자녀
  - 장남: 후지와라노 구니히라(藤原国衡)
  - 삼남: 후지와라노 다다히라(藤原忠衡)
  - 사남: 후지와라노 다카히라(藤原高衡)
  - 오남: 후지와라노 미치히라(藤原通衡)
  - 육남: 후지와라노 요리히라(藤原頼衡)
  - 딸?

## 히데히라의 생모 및 정실에 대하여
히데히라의 생모에 대해서는 아베노 무네토(安倍宗任)의 딸이라고 되어 있는데, 일설에는 후지와라노 모토히라가 아베노 무네토의 딸을 정실로 맞이한 것은 가독을 계승하고 난 뒤의 일로 이미 그 전에 히데히라가 태어났다고 한다. 이 점에서 히데히라의 생모는 모토히라가 가독을 잇기 전에 맞이한 처는 아닐 것이라고 하는 추측도 있다. 
한편 아버지인 모토히라와 히데히라 자신의 미이라 분석를 통해 혈액형은 모토히라가 A형이고 히데히라가 AB형이라는 것은 분명하게 밝혀져 있어서 히데히라의 생모가 누구든 그 혈액형이 B형이거나 AB형일 것으로 추측된다.
또한 후지와라노 히데히라의 첫 정실에 대해서는 『아즈마카가미』(지쇼 4년 8월 9일조)나 『히라이즈미지』(平泉志)에는 「사사키 히데요시의 백모」(佐々木秀義の伯母)라고 전하고 있는데, 한편으로는 『사사키 계도』(佐々木系図)에서는 히데히라의 어머니(＝사사키 다메토시佐々木爲俊의 아내)는 아베노 무네토의 딸이라고 기록되어 있다. 때문에 「히데요시의 백모」라고 칭해진 여성은 모토히라의 정실이고 히데히라의 정실이라는 기술은 잘못 전해진 결과가 아닐까 하는 추측도 있다. 그 설을 채용할 경우 히데히라의 정실은 후지와라노 모토나리의 딸(야스히라의 어머니)만 있었던 것이 아닌 셈이 된다.

## 곤지키도에 모셔진 히데히라
후지와라노 히데히라의 시신은 선대 오슈 후지와라 씨 당주들과 마찬가지로 미이라 처리되어 주손지(中尊寺) 곤지키도(金色堂)의 수미단(須弥壇) 아래에 묻혔다. 1950년 3월에 오슈 후지와라 씨 3대의 미라에 대한 학술조사가 이루어졌는데 여지껏 곤지키도의 서북쪽(당에서 보면 오른쪽)이 모토히라의 단이고, 서남쪽(당에서 보면 왼쪽)이 히데히라의 단으로 여겨졌던 것과는 달리 최종보고에서는 모토히라와 히데히라의 유체가 서로 바뀌어 있음이 판명되었다. 1994년(헤이세이平成 6년) 7월의 『주손지 유체 학술조사 최종보고(中尊寺御遺体学術調査 最終報告』에서, 히데히라의 혈액형은 A형이며 신장은 167 cm(이것은 선대 당주들보다도 더 크다), 크고 짧은 목에 둥그런 얼굴을 하고 있었다. 잘 발달된 어깨와 가슴에 비해 허리 아래는 비교적 체구가 작았다. 비만 체질에 충치도 확인되었고, 오른쪽에 반신불수를 앓고 있었던 흔적이 보이며, 뇌일혈 내지는 뇌전색으로 급서한 것이 밝혀졌다.

## 참고 문헌
- 다카하시 다카시(高橋崇) 『오슈 후지와라 씨(奧州藤原氏)』, 주고신서(中公新書), 2002년.

## 후지와라노 히데히라를 다룬 작품
- 곤 도코(今東光) 『푸른 에미시의 피(蒼き蝦夷の血)』
- 다카하시 가쓰히코(高橋克彦) 『불타오르다(炎立つ)』

## 히데히라를 연기한 인물
- NHK 대하드라마
  - 불타오르다 (1993 ~ 1994년) - 와타세 츠네히코
  - 『요시츠네(義経)』(2005년) - 다카하시 히데키(高橋英樹) 분
  - 『타이라노 키요모리(平清盛)』(2012년) - 교모토 마사키(京本政樹) 분
  - 『가마쿠라도노의 13인』(2022년) - 다나카 민(田中泯) 분
- TV드라마
  - 『무사시보 벤케이(武蔵坊弁慶)』(1986년) - 요로즈야 긴노스케(萬屋錦之介) 분
  - 『미나모토노 요시츠네(源義経)』(일본TV, 1991년) - 단바 데쓰로(丹波哲郎) 분